# Abigail Sciuto
Abigail "Abby" Sciuto − fikcyjna postać z amerykańskiego telewizyjnego serialu kryminalnego Agenci NCIS, grana przez Pauley Perrette.

## O postaci
Abby, ze względu na niebanalną osobowość, zamiłowanie do gotyckiego stylu połączone z miłym charakterem, jest jedną z najbardziej rozpoznawalnych fikcyjnych postaci. Znana z zafascynowania mrocznymi klimatami, uzależnienia od kofeiny (do którego sama się przyznaje) i słuchania ciężkiej muzyki. Przyjaźni się z niemal każdym członkiem zespołu. Dawniej jej najlepszą przyjaciółką była agentka specjalna Caitlin Todd, która w finale drugiej serii zginęła z rąk Ariego Haswari. Jest bardzo wrażliwa, co pokazuje zwłaszcza, gdy któryś z jej przyjaciół jest w niebezpieczeństwie (np. po śmierci Kate lub gdy Gibbs zostaje ranny w wyniku wybuchu bomby). 
Przez pewien czas była związana z Timothym McGee, jednak z niewiadomych przyczyn związek został zakończony. Niemniej, Tim nadal jest dla niej bardzo ważny, co widać chociażby wtedy, gdy ten flirtuje z innymi kobietami. 
Abby wiele razy była celem morderców. Na początku trzeciej serii cudem uniknęła śmierci z rąk Ariego Haswari, który po zabójstwie agentki Todd chciał zlikwidować pozostałe kobiety pracujące z Gibbsem. W dalszej części trzeciego sezonu dyrektor Shepard przydziela Abby asystenta, Charlesa Sterlinga, który w późniejszym czasie okazuje się być groźnym przestępcą. Gdy bohaterka odkrywa zamiary mężczyzny, udaje jej się go obezwładnić. Po tym incydencie już zawsze pracuje sama (czasami pomaga jej McGee). W odcinku Bloodbath okazuje się, że Abby jest prześladowana przez swojego byłego chłopaka, Mikela Mawhera, który za wszelką cenę chce, by ta do niego wróciła. W tym samym odcinku Terry Spooner wynajmuje płatnego mordercę, aby zabił Abby. Zabójca zostaje jednak przez nią unieszkodliwiony, podobnie jak wcześniej Charles.  
W trzynastym odcinku dziesiątego sezonu widzimy wiele retrospekcji z dzieciństwa Abby. Widzimy jak doszło do tego że polubiła gotycki styl życia. W dziewiątym odcinku pierwszego sezonu serialu Agenci NCIS: Los Angeles Abby pomagała zespołowi w Los Angeles, co skończyło się porwaniem jej przez psychopatycznego mordercę. Ostatecznie jednak ekipie G. Callena udało się uratować Abby życie.